# چشایی
دستگاه چِشایی یک دستگاه حسی برای چشیدن و حس مزه می‌باشد.
چشایی یکی از حواس پنجگانه است.

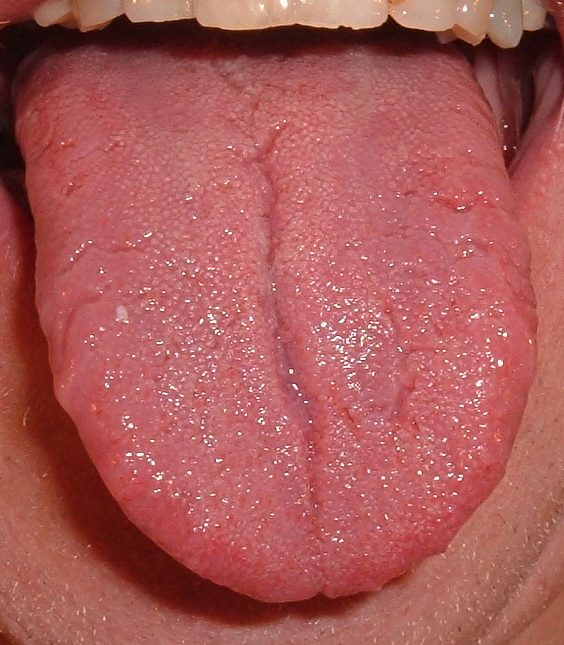
زبان، مهم‌ترین عضو در چشایی

(چهار حس دیگر عبارتند از:بویایی، بساوایی، بینایی، شنوایی) چشایی درک مولکولهای خاصی در مواد است. در جانداران مولکول‌های خاصی به نام حساسیت وجود دارد.

## ساختار دستگاه چشایی
در زبان و دهان با هزاران برآمدگی کوچک، که برای چشم غیرمسلح قابل مشاهده است، به نام پاپیلا پوشیده شده‌است. درون هر پاپیلا صدها جوانه طعم‌دار وجود دارد. به استثنای پاپیلارهای کریستالی که جوانه‌های چشایی ندارند. بین ۲۰۰۰ تا ۵۰۰۰ جوانه طعم دار وجود دارد که در پشت و جلو زبان قرار دارد. مابقی در سقف، دو طرف و پشت دهان و در گلو قرار دارند. هر طعم جوانه شامل ۵۰ تا ۱۰۰ سلول گیرنده طعم است.

## چشایی در انسان
در انسان‌ها، در حدود ۵۰ سالگی، به دلیل از دست دادن پاپیلای زبان و کاهش کلی تولید بزاق، تضعیف درک احساس طعم شروع می‌شود. انسان‌ها همچنین می‌توانند اختلالاتی در تحریک طعم از طریق نارسایی چشایی داشته باشند.

## چشایی در جانوران
همه پستانداران احساسات طعم مشابهی ندارند؛ بعضی از جوندگان می‌توانند مزه نشاسته را، که انسان نمی‌تواند آن را بخورد، بچشند. گربه‌ها نمی‌توانند شیرینی را تشخیص دهند.

## تصورات اشتباه

این ها قسمت های زبان هستند که مزه هارا نشان می دهد.1- تلخی2- ترشی3- شوری4- شیرینیاما واقعیت این است که مزه ها در تمام قسمت های زبان قابل حس است.

بر خلاف تصور عامه مردم، همهٔ مزه‌ها توسط همهٔ قسمت‌های زبان قابل احساس هستند. هرچند بسته به شخص هر قسمت کمی از قسمت‌های دیگر بیشتر یک مزهٔ خاص را حس می‌کند. همچنین، پنج مزه اصلی وجود دارد که علاوه بر شوری و ترشی و شیرینی و تلخی شامل مزه گوشتی (اومامی) می‌شود.

## سنسورهای تشخیص مزه روی زبان

محل قرار گیری سنسورهای تشخیص مزه‌های مختلف بر روی زبان
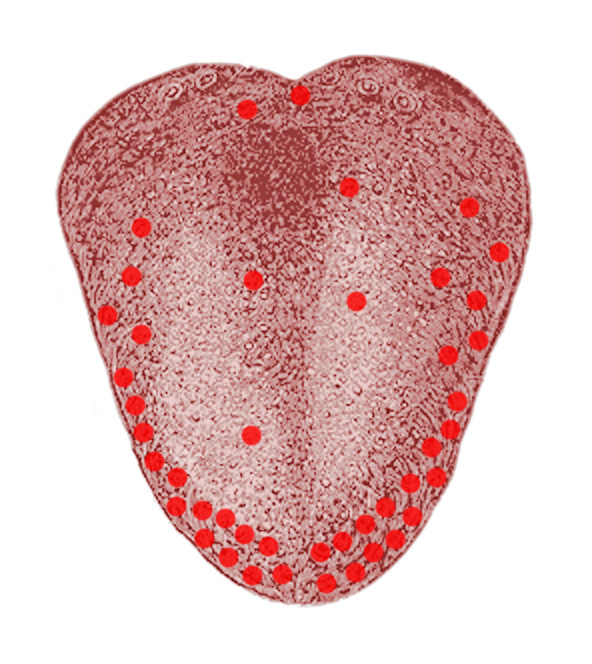
شیرین
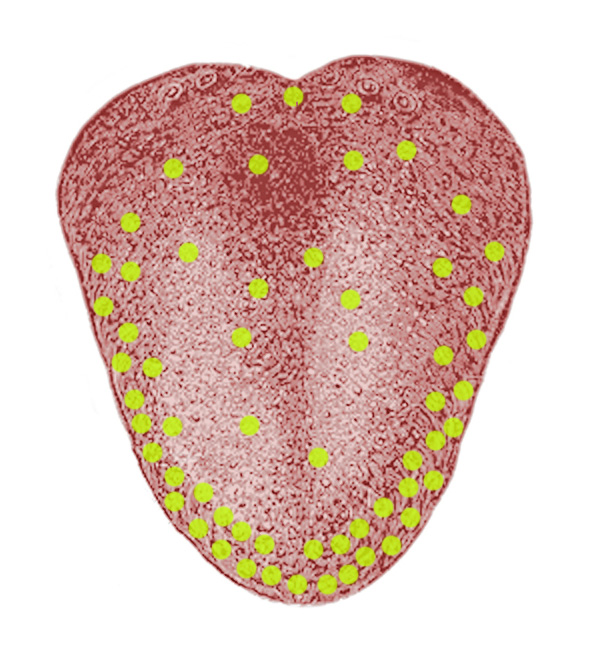
ترش
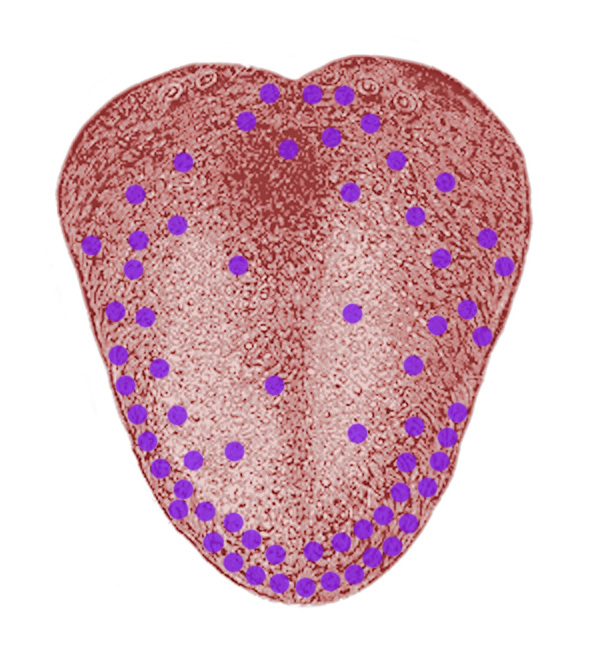
شور
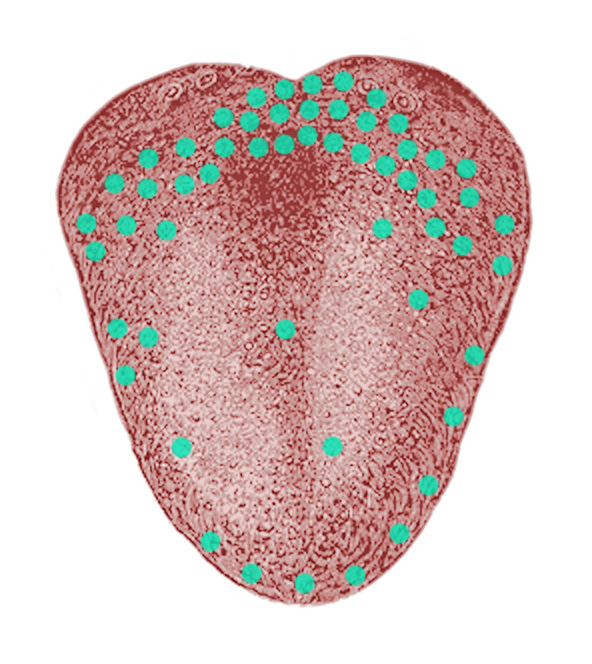
تلخ